# Narancs az új fekete
A Narancs az új fekete (eredeti cím: Orange is the New Black) 2013 és 2019 között vetített amerikai vígjáték-drámasorozat, amelyet Jenji Kohan alkotott, Piper Kerman Orange is the new Black: Túlélni a női börtönt című regénye alapján. A főbb szerepekben Taylor Schilling, Laura Prepon, Michael Harney, Michelle Hurst és Kate Mulgrew látható.
Amerikában 2013. július 11-én, Magyarországon 2016. január 6-án mutatta be a Netflix. Hét évad után, 2019. július 26-án ért véget.
2016-ban a sorozat lett a Netflix legnézettebb, egyben leghosszabb ideje futó saját gyártású sorozata. Kritikailag is jól fogadták, az első évadot 12 Emmy-díjra jelölték, ebből hármat el is nyert, ám ezt még komédia kategóriában, 2015-ben pedig egy szabályváltozás miatt már a dráma kategóriában nevezték. A második évad négy jelölés mellett egy Emmy-díjat nyert. A sorozat az egyetlen, amely komédia és dráma kategóriában is el tudta nyerni a díjat. Emellett még hatszor jelölték Golden Globe-díjra, hatszor az Amerikai Forgatókönyvírók Szövetségének díjára, egyszer a Producerek Szövetségének díjára, az Amerikai Filmintézet díjára, és egy Peabody-díjra.

## Cselekmény
A történet főszereplője Piper Chapman, 33 éves New York-i nő, aki a cselekmény kezdetén megkezdi 15 hónapos börtönbüntetését a new York állambeli Litchfield Büntetés-végrehajtási Intézet fogházában. Chapmant azért ítélték el, mert még évekkel korábban segített átjuttatni a reptéri ellenőrzésen egy bőröndnyi kábítószer-eladásból származó pénzt a bűntársa és szeretője, Alex Vause kérésére, aki nemzetközi drogcsempész. Az azóta eltelt időben Chapman megváltozott, törvénytisztelő felső-középosztálybeli kisvárosi életet él. Váratlan bebörtönzése megrontja a kapcsolatát a vőlegényével, a családjával és a barátaival. A rácsok mögött újra találkozik Vause-zel, akiről később kiderül, hogy az ő vallomása miatt került most börtönbe, és kettejük viharos kapcsolata újra fellángol. Chapman emellett a rabtársaival együtt szembe kell nézzen a börtönélet különféle nehézségeivel. Minden epizód tartalmaz visszatekintéseket, amelyekben az egyes rabok, esetenként börtönőrök múltbeli életébe kaphatunk bepillantást, esetenként arról is, hogy hogyan kerültek börtönbe. A börtönt eleinte az állam üzemelteti, majd a későbbi évadokban átkerül magánkézbe.
Az ötödik évadban a rabok fellázadnak az őrök ellen, miután az üzemeltetést átvevő MCC nem tud mit kezdeni azzal, hogy a negyedik évad végén az egyik őr meggyilkol egy rabot. A kezdetben békés demonstráció hamar eszkalálódik és háromnapos lázadásba csap át, melynek során egyesek jobb életkörülményeket akarnak, igazságot a halott társuknak, mások a saját hasznukat keresik, ismét mások pedig teljesen kimaradnak az egészből. Az évad végén a SWAT különleges kommandó vet véget a lázadásnak, ám ennek során halálosan megsebesítik a börtön egyik dolgozóját, amit ráfognak a rabokra. Ennek köszönhetően valamennyien más börtönökbe lesznek áthelyezve.
A hatodik évad során Chapman és Vause is Litchfield fegyház fokozatára kerülnek át, ezalatt a börtönben zajlik az elszámoltatás, és két táborra szakadnak, melyek közt háború kezd kitörni. Az utolsó évad már arra helyezi a hangsúlyt, hogy a börtönlakók élete hogyan alakul a szabadulásuk után, és hogy az államnak mennyi felelőssége van abban, hogy nem tud ezeknek az embereknek támaszt nyújtani.
A sorozat mindegyik epizódja olyan kérdéseket feszeget, mint a korrupció, a pénzhiány miatti üzemeltetési nehézségek, a börtönök túlzsúfoltsága, az őrök brutalitása és a faji diszkrimináció. Központi elem még Joe Caputo börtönigazgató és az őrök egymásnak feszülése, mivel az előbbi ellenzi a mélyreható változásokat.

## Szereplők

### Főszereplők
| Színész             | Szerep                        | Magyar hang[forrás?]                        |
| ------------------- | ----------------------------- | ------------------------------------------- |
| Taylor Schilling    | Piper Chapman                 | Tarr Judit                                  |
| Laura Prepon        | Alex Vause                    | Németh Kriszta                              |
| Michael Harney      | Sam Healy                     | Forgács Gábor                               |
| Michelle Hurst      | Miss Claudette Pelage         | Rátonyi Hajni                               |
| Kate Mulgrew        | Galina "Red" Reznikov         | Kiss Erika                                  |
| Jason Biggs         | Larry Bloom                   | Pálmai Szabolcs                             |
| Uzo Aduba           | Suzanne "Őrült szem" Warren   | Peller Anna                                 |
| Matt McGorry        | John Bennett                  | Renácz Zoltán                               |
| Danielle Brooks     | Tasha "Taystee" Jefferson     | Lipcsey Borbála                             |
| Natasha Lyonne      | Nicky Nichols                 | Timkó Eszter                                |
| Taryn Manning       | Tiffany "Pennsatucky" Doggett | Molnár Ilona                                |
| Selenis Leyva       | Gloria Mendoza                | Mohácsi Nóra                                |
| Adrienne C. Moore   | Cindy "Black Cindy" Hayes     | Sági Tímea                                  |
| Dascha Polanco      | Dayanara "Daya" Diaz          | Nádasi Veronika                             |
| Nick Sandow         | Joe Caputo                    | Holl Nándor                                 |
| Yael Stone          | Lorna Morello                 | Laurinyecz Réka                             |
| Samira Wiley        | Poussey Washington            | Pap Kati                                    |
| Jackie Cruz         | Marisol "Flaca" Gonzales      | Solecki Janka                               |
| Lea DeLaria         | Carrie "Big Boo" Black        | Kocsis Mariann                              |
| Elizabeth Rodriguez | Aleida Diaz                   | Makay Andrea                                |
| Jessica Pimentel    | Maria Ruiz                    | Mezei Kitty                                 |
| Laura Gómez         | Blanca Flores                 | Hay Anna                                    |
| Matt Peters         | Joel Luschek                  | Varga Rókus                                 |
| Dale Soules         | Frieda Berlin                 | Téglás Judit                                |
| Alysia Reiner       | Natalie "Fig" Figueroa        | F. Nagy Erika                               |
| Laverne Cox         | Sophia Burset                 | Bánfalvi Eszter (korábban: Bercsényi Péter) |

## Epizódok
| Évad | Évad | Részek száma | Részek száma | Eredeti sugárzás | Eredeti sugárzás | Eredeti adó      | Magyar sugárzás  | Magyar sugárzás | Magyar adó |
| Évad | Évad | Részek száma | Részek száma | Évadbemutató     | Évadzáró         | Eredeti adó      | Évadbemutató     | Évadzáró        | Magyar adó |
| ---- | ---- | ------------ | ------------ | ---------------- | ---------------- | ---------------- | ---------------- | --------------- | ---------- |
|      | 1.   | 13           | 13           | 2013. július 11. | 2013. július 11. |                  | 2016. január 6.  | 2016. január 6. |            |
|      | 2.   | 13           | 13           | 2014. június 6.  | 2014. június 6.  | 2016. január 6.  | 2016. január 6.  |                 |            |
|      | 3.   | 13           | 13           | 2015. június 11. | 2015. június 11. | 2016. január 6.  | 2016. január 6.  |                 |            |
|      | 4.   | 13           | 13           | 2016. június 17. | 2016. június 17. | 2016. június 17. | 2016. június 17. |                 |            |
|      | 5.   | 13           | 13           | 2017. június 9.  | 2017. június 9.  | 2017. június 9.  | 2017. június 9.  |                 |            |
|      | 6.   | 13           | 13           | 2018. július 27. | 2018. július 27. | 2018. július 27. | 2018. július 27. |                 |            |
|      | 7.   | 13           | 13           | 2019. július 26. | 2019. július 26. | 2019. július 26. | 2019. július 26. |                 |            |